# 台北南山広場
台北南山広場（タイペイなんざんひろば、臺北南山廣場）は台湾台北市信義区の信義計画区内、台北101の北東に隣接する超高層ビル。低層の商業施設と高層のオフィスビルで構成されている。松仁路と松智路の間、松廉路北側にある敷地面積約5,300坪の、かつての台北世界貿易中心世貿2館跡地に建設された。
オフィス棟の高さは272メートル、地上48階、地下5階で総床面積は60,340坪。2017年10月26日に竣工、2018年6月11日に開業した。竣工時点では高さは世界第219位で、市内では南西隣の台北101に次ぐ第2位、台湾全体では高雄85ビルに次ぐ第3位。低層部の商業施設ゾーンにはブリーズ・センター（微風南山）とその核店舗として日本のアトレが2019年1月10日に開業を迎えた。年越し花火イベントでは恒例行事となっている台北101との共催が期待されている

## 沿革
台北南港展覧館1館開業後、世貿2館はコンベンションセンターとしての役目を終えた。台北市政府は資産活用のため地上権の公募を開始し、2012年に国内生保大手の南山人寿が50年間の使用権を取得した。
オフィスや商業施設、博物館を整備する計画による投資総額は450億ニュー台湾ドル(NT$)を越え、市政府には台北101開発権時の206億8,889万NT$を上回る約270億NT$の保証金収入がもたらされることになった。このほか、市政府には開業後に毎年2億NT$前後の賃料および不動産税収入がもたらされる。
2013年に世貿2館で最後の展示会『台北国際工具機展（TIMTOS）』が閉幕すると建物は撤去され、同年11月27日に南山人寿が起工式典を開催した。事業費は176億8,800万NT$（法定46億9,900万NT$）。

## 建築仕様
地下は、鉄骨鉄筋コンクリート構造（SRC造）、鉄筋コンクリート構造（RC造）、地上は鉄骨構造（S造）の混合工法。オフィスタワーの44階には動吸振器（TMD）2基を備え耐震機能を強化している。東西2棟の低層棟が中央の超高層のオフィスタワー棟を挟みこむ形は南山人寿の『山』のロゴをモチーフにしている。『ハの字』型のオフィスタワー断面は感謝を表す「合掌」を象徴している。外壁ガラスウォールはYKK APが担当した。
館内には三菱電機製エレベーター27台、エスカレーター45台が納入されている。このうち高層用エレベーター8台は分速360メートルの高速型。

### 受賞
インテリジェント・ビルや緑の建築などの項目が評価されている。
- 国内の社団法人台湾智慧建築協会（TIBA）主催のTIBA AWARDS 2017でプラチナ賞[15]
- アジア太平洋地区スマート建築連盟（APIGBA）設計部門で金賞（プラチナに次ぐ）[16]。

## フロア構成
地上48階のうち、6-43階の38フロアはオフィスエリアとなり、2018年6月の開業時点で9割以上が埋まっていた。46-48階はルーフトップバー。
|                                                                       |                                                            |
| 世貿2館時代。 奥は華南銀行総行世貿大楼 （2013年2月）                  | 施工中の台北南山廣場。 奥は華南銀行総行世貿大楼 （2016年） |
|                                                                       |                                                            |
| 施工中の商業施設棟と ペデストリアンデッキ。 奥は台北101 （2017年7月） | オフィスタワー棟北側と ペデストリアンデッキ （2017年7月）  |
|                                                                       |                                                            |
| 上層部                                                                | 台北101との並び                                            |
|                                                                       |                                                            |
| 東側エントランス                                                      | 東側エントランス（夜）                                     |

| 階 | （西）低層棟                           | 高層棟                   | （東）低層棟                    |
| -- | -------------------------------------- | ------------------------ | ------------------------------- |
| 48 |                                        | 微風南山レストランフロア |                                 |
| 47 | 微風南山レストランフロア               |                          |                                 |
| 46 | 微風南山レストランフロア               |                          |                                 |
| 45 |                                        |                          |                                 |
| 44 | （ダンパー）                           |                          |                                 |
| 43 |                                        |                          |                                 |
| 42 |                                        |                          |                                 |
| 41 | エフ・ホフマン・ラ・ロシュ             |                          |                                 |
| 40 | エフ・ホフマン・ラ・ロシュ             |                          |                                 |
| 39 |                                        |                          |                                 |
| 38 |                                        |                          |                                 |
| 37 |                                        |                          |                                 |
| 36 | マーズ・ブロックチェーン（火星区塊鏈） |                          |                                 |
| 35 | 台湾Facebook                           |                          |                                 |
| 34 | 徳事商務中心                           |                          |                                 |
| 33 | 玉山銀行貴賓理財中心                   |                          |                                 |
| 32 | Apple台湾                              |                          |                                 |
| 31 | アップル台湾                           |                          |                                 |
| 30 | 台湾電通                               |                          |                                 |
| 29 | 台湾電通                               |                          |                                 |
| 28 | ブラックロック証券                     |                          |                                 |
| 27 | 徳勤企業管理咨詢(太平洋)有限公司       |                          |                                 |
| 26 | ロイター                               |                          |                                 |
| 25 | （機械室）                             |                          |                                 |
| 24 | （機械室）                             |                          |                                 |
| 23 | 愛芙健康管理顧問股份有限公司           |                          |                                 |
| 22 | デロイト台湾                           |                          |                                 |
| 21 | デロイト台湾                           |                          |                                 |
| 20 | デロイト台湾                           |                          |                                 |
| 19 | デロイト台湾                           |                          |                                 |
| 18 | デロイト台湾                           |                          |                                 |
| 17 | デロイト台湾                           |                          |                                 |
| 16 | デロイト台湾                           |                          |                                 |
| 15 | セイコーエプソン（台湾愛普生科技）     |                          |                                 |
| 14 |                                        |                          |                                 |
| 13 |                                        |                          |                                 |
| 12 |                                        |                          |                                 |
| 11 | 常在国際法律事務所                     |                          |                                 |
| 10 | 台湾電通                               |                          |                                 |
| 9  | 台湾電通                               |                          |                                 |
| 8  | 台湾電通                               |                          |                                 |
| 7  | 微風南山                               | デロイト台湾             |                                 |
| 6  | 微風南山                               | 台湾三菱地所             |                                 |
| 5  | 微風南山                               |                          |                                 |
| 4  | 微風南山アトレ                         | 微風南山アトレ           |                                 |
| 3  | 微風南山アトレ                         | 微風南山アトレ           | 文化施設                        |
| 2  | 微風南山                               | 微風南山アトレ           | 文化施設                        |
| 2  | ペデストリアン・デッキ（北側）         |                          |                                 |
| 1  | 微風南山                               | 微風南山                 | 文化施設、 オフィスエントランス |
| B1 | 微風南山                               | 微風南山                 | 文化施設                        |
| B2 | 微風南山                               | バスターミナル           |                                 |

## 微風南山
微風南山（びふうなんざん、 Breeze NAN SHAN）は台湾の小売大手ブリーズ・センター（微風廣場）が運営する同社10店目の複合商業施設。
微風置地股份有限公司が20年間の使用契約を取得し、高層棟の地上部と地上7階建て低層棟から構成され、総面積は約1.6万坪。核店舗のアトレ微風南山とともに2019年1月10日に開業。

### レストラン街
高層棟の46-48階は微風のレストラン街となる。

### 微風南山アトレ
微風南山アトレ（びふうなんざんアトレ、ブリーズなんざんアトレ、Breeze Nan Shan atre）は微風南山の売り場面積の約4分の1を占めるアトレブランド初の海外店舗。2-4階にアトレ主導の51店舗が入居する。16店舗は台湾初進出となる。アトレと三井物産の合弁によるアトレインターナショナル（AICO）が微風と設立したブリーズ・アトレ・ホールディングス（中国語名・微風艾妥列控股）により運営される。
また、アトレの親会社である東日本旅客鉄道（JR東日本）が設立した現地法人「台灣捷爾東事業開發股份有限公司（JR東日本台湾事業開発）」によってシンガポールに次いで海外2例目となる現地向けのインバウンド情報発信拠点「JAPAN RAIL CAFE」も併設される。

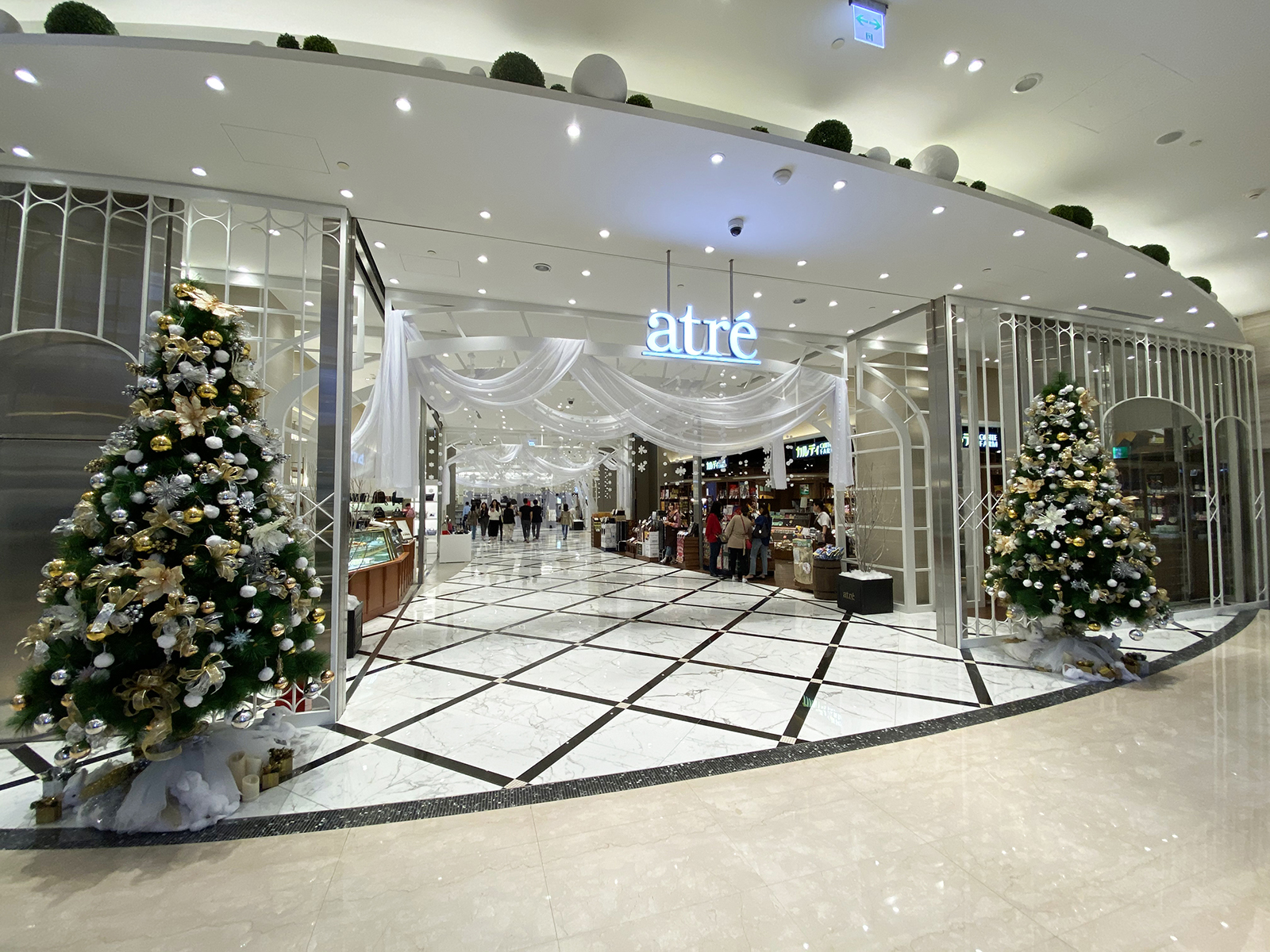
微風南山アトレ（2階）

## 立地

### 交通
- 台北捷運淡水信義線台北101/世貿駅（西へ約500m）または象山駅（東へ約500m）
- 台北捷運板南線市政府駅（北へ約1km）
  - 市府転運站（長距離バスターミナル）

### 周辺
北側
- 台北市政府大楼（中国語版）（北へ約700m）
- 台北信義威秀影城（中国語版）（VIESHOW CINEMA。ペデストリアンデッキを挟んで北隣）

南側
- 信義区公所（松廉路を挟んで南隣）
- 中華郵政台北信義郵局（松廉路を挟んで南隣）
- 台北市政府警察局信義分局（松廉路を挟んで南隣）
- 中華電信台北東区服務中心（松廉路を挟んで南隣）
- 幾米月亮公車/ジミームーンバス（パブリックアート。信義路反対側）

松智路を挟んで西側
- 台北101
- 台北世界貿易中心（台北101の西隣）

松仁路を挟んで東隣
- 華南銀行総行世貿大楼（中国語版）